# Verdienstorden (Ukraine)
Der Verdienstorden (ukrainisch Орден «За заслуги») ist ein durch den ukrainischen Präsidenten Leonid Kutschma am 22. September 1996 gestifteter Verdienstorden der Ukraine. Er ist in drei Klassen unterteilt.

## Erforderliche Verdienste
Der Orden wird an die Bürger zum Gedenken an herausragende Verdienste im wirtschaftlichen, wissenschaftlichen, sozio-kulturellen, militärischen, zivilen, sozialen und anderen Bereichen des gesellschaftlichen Lebens verliehen.
| Ordensdekoration des Verdienstordens der Ukraine | Ordensdekoration des Verdienstordens der Ukraine | Ordensdekoration des Verdienstordens der Ukraine | Ordensdekoration des Verdienstordens der Ukraine |
|                                                  | Erste Klasse                                     | Zweite Klasse                                    | Dritte Klasse                                    |
| ------------------------------------------------ | ------------------------------------------------ | ------------------------------------------------ | ------------------------------------------------ |
| Orden                                            |                                                  |                                                  |                                                  |
| Ordensstern                                      |                                                  |                                                  |                                                  |
| Ordensspange                                     |                                                  |                                                  |                                                  |